# Сан-Фелипе-Хесус (муниципалитет)
Сан-Фелипе-Хесус (исп. San Felipe de Jesús) — муниципалитет в Мексике, штат Сонора, с административным центром в одноимённом посёлке. Численность населения, по данным переписи 2020 года, составила 369 человек.

## Общие сведения
Название San Felipe de Jesús дано в честь первого мексиканского святого — Фелипе Хесуса.
Площадь муниципалитета равна 151,3 км², что составляет 0,1 % от площади штата, а наиболее высоко расположенное поселение Эль-Хохобаль, находится на высоте 613 метров.
Он граничит с другими муниципалитетами Соноры: на севере и востоке с Уепаком, на юге с Акончи, и на западе с Районом.

## Учреждение и состав
Муниципалитет был образован 10 июня 1932 года, по данным 2020 года в его состав входит 2 населённых пункта:
| Код INEGI                  | Населённый пункт                                                                                      | Численность населения (2005 год) | Численность населения (2010 год) | Численность населения (2020 год) |
| -------------------------- | --- | -------------------------------- | -------------------------------- | -------------------------------- |
| 053                        | Всего                                                                                                 | 312                              | 396                              | 369                              |
| 0001                       | Сан-Фелипе-Хесус (исп. San Felipe de Jesús) 29°51′31″ с. ш. 110°14′28″ з. д. (административный центр) | 308                              | 392                              | 366                              |
| 0002                       | Эль-Хохобаль (исп. El Jojobal) 29°52′45″ с. ш. 110°13′52″ з. д.                                       | 4                                | 4                                | 3                                |
| Названия на карте Генштаба | |                                  |                                  |                                  |

## Экономическая деятельность
По статистическим данным 2000 года, работоспособное население занято по секторам экономики в следующих пропорциях:
- сельское хозяйство, скотоводство и рыбная ловля — 38,6 %;
- промышленность и строительство — 25,5 %;
- торговля, сферы услуг и туризма — 34 %;
- безработные — 1,9 %.

## Инфраструктура
По статистическим данным 2020 года, инфраструктура развита следующим образом:
- электрификация: 99,2 %;
- водоснабжение: 99,2 %;
- водоотведение: 99,2 %.